# Cercospora sojina
Cercospora sojina är en svampart som beskrevs av Hara 1915. Cercospora sojina ingår i släktet Cercospora och familjen Mycosphaerellaceae.   Inga underarter finns listade i Catalogue of Life.